# Passenger (phim 1963)

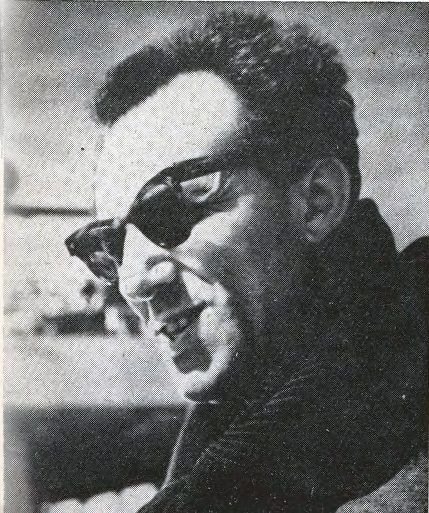
Đạo diễn Andrzej Munk

Passenger (tiếng Ba Lan: Pasażerka) là một phim truyện của Ba Lan. Bộ phim này được Andrzej Munk đạo diễn và được công chiếu vào năm 1963. Khi Andrzej Munk mất trong một tai nạn xe hơi, bộ phim vẫn chưa hoàn thành và còn trong quá trình sản xuất. Các đạo diễn Witold Lesiewicz và Andrzej Brzozowski đã ráp các phân cảnh còn lại để cuối cùng bộ phim hoàn chỉnh cũng được ra mắt.
Passenger được thể hiện dưới hình thức phim tài liệu. Nội dung chính của phim là những trải nghiệm của một nữ sĩ quan SS (do Aleksandra Śląska thủ vai) phục vụ tại trại tập trung Auschwitz trong Chiến tranh thế giới thứ hai và mối quan hệ của cô với một tù nhân chính trị Ba Lan tên là Marta (do Anna Ciepielewska thủ vai), người được cô cứu mạng.

## Lịch sử sản xuất
Andrzej Munk mất trong một tai nạn xe hơi trong khi bộ phim đang được sản xuất, do đó các phân cảnh trong tác phẩm hoàn thành được thực hiện bằng việc kết hợp các cảnh quay gốc và bản thảo kịch bản của Witold Lesiewicz. Các phương pháp được sử dụng để làm phim đã được giải thích bằng giọng nói lồng tiếng trong suốt phim, vì vậy tự bộ phim gần hoàn thành đã có dạng phim tài liệu. Phim được quay tại trại tập trung Auschwitz. Kịch bản của bộ phim được viết dựa trên một kịch truyền thanh tên là Passenger from Cabin Number 45 của Zofia Posmysz-Piasecka vào năm 1959. Tác phẩm kịch truyền thanh này của Posmysz sau đó đã được dựng lại thành một tiểu thuyết được xuất bản vào năm 1962 với tên Pasażerka.

## Diễn viên
- Aleksandra Śląska - Lisa Kretschmer, nguyên quản tù nữ SS tại Auschwitz [3]
- Anna Ciepielewska - Marta, tù nhân người Ba Lan
- Janusz Bylczynski - Capo
- Krystyna Dubielowna
- Anna Golebiowska – Tù nhân Auschwitz
- Barbara Horawianka – Y tá
- Anna Jaraczówna - Capo
- Maria Koscialkowska – Bảo vệ, Inga Weniger
- Andrzej Krasicki - Ủy viên Ủy ban
- Jan Kreczmar - Walter Kretschmer, chồng của Lisa
- Irena Malkiewicz - Oberaufseherin Madel
- Izabella Olszewska
- Leon Pietraszkiewicz - Lagerkommandant Grabner
- Kazimierz Rudzki - Ủy viên Ủy ban
- Wanda Swaryczewska

## Giải thưởng
Passenger đã được tham dự Liên hoan phim Cannes 1964 và đã giành được Giải thưởng FIPRESCI. Bộ phim cũng được chọn là tác phẩm của Ba Lan cho hạng mục Phim nói tiếng nước ngoài hay nhất tại Giải Oscar lần thứ 37.